# Lorenzo Mendoza
Lorenzo Mendoza (ur. 5 października 1965 w Caracas) – wenezuelski przedsiębiorca.

## Życiorys
Studiował na Fordham University oraz uzyskał MBA na MIT Sloan School of Management. Po studiach wyjechał do Londynu, gdzie pracował w bankowości. W 1998 wrócił do Wenezueli, aby objąć stanowisko dyrektora generalnego w Empresas Polar, przedsiębiorstwie działającym w branży spożywczej, założonym przez jego dziadka. Zbiegło się to w czasie z przejęciem władzy przez Hugo Cháveza, który okazywał Mendozie jawną niechęć, twierdząc, że jako oligarcha ma "zagwarantowane miejsce w piekle". W podobnym tonie wypowiadał się Nicolás Maduro, który oskarżał Mendozę o gromadzenie żywności w celu prowadzenia „wojny ekonomicznej”.
Majątek Lorenzo Mendozy i jego rodziny szacowany jest na ok. 1,5 mld$ (marzec 2016), co daje mu trzecie miejsce na liście najbogatszych ludzi w Wenezueli. Mendoza cieszy się dużą popularnością w Wenezueli, był uwzględniany w sondażach przed wyborami prezydenckimi w 2018 roku, jednakże nie potwierdził chęci startu w wyborach. 